# Реторика
 За книгата на Аристотел вижте Реторика (Аристотел).  
Реторика или риторика (формите са дублети, тоест еднакво правилни), наричана още красноречие, също витийство, ораторско изкуство или ораторство, означава умението да се говори добре. В тесен смисъл може да означава науката, която изучава умението да се говори убедително пред публика.

## Етимология
Реторика произлиза от латинското наименование rhetorica, производно от гръцкото ῥητορικὴ τέχνη [rhêtorikê tehne], преводимо като „техника, изкуство на изказване, ораторство“ и означаващо буквално „изкуство на говорене“, от гръцкото име ρήτωρ [rhêtôr], ретор – вития, оратор, учител.  Българската наука за красноречието прави първите си стъпки, като приема това изкуство от Византия през IX век.
Дублетната форми на реторика като риторика следва варианта на произношение, възприет като норма  в руския език.
Най-често под реторик (или ретор) се има предвид познавач на това изкуство – който изследва и преподава реторика, докато под оратор е човек, който произнася речи.

## Същност
Още от древността датира спорът за същността на реториката – дали тя е наука или изкуство (praxis), както и дали само дарбата, или още знанието и упражнението са от значение за умелото използване на езика. Например Изократ смятат, че реториката е изкуство, докато софистите ѝ отреждат място сред науките (наука за убеждаването).
Реториката също така, освен за устните речи, може да се отнася и за писмените текстове, като изкуство на писане – подредба, изложение, стил и др. на текстове.

## История
Възниква в Древността, като получава своето силно развитие в Древна Гърция и Древен Рим. Тогава се развива политическото и съдебно красноречие. Тя е сред 3-те свободни изкуства (наречени тривиум) – другите са диалектиката и граматиката. През Средновековието реториката се развива предимно като наука за фигурите. Днес голяма част от античната и средновековната реторика са част от лингвистиката, стилистиката, литературната критика и теория, и прочее.
Принципите на реториката са поставени още в древността. Сред най-известните витии от тези времена са Демостен и Цицерон. Учебниците по реторика, макар и немного, са запазени – наръчниците на Аристотел и особено на Квинтилиан, са учебно пособие и сега.

### Древна Гърция
Красноречието на Омировите герои Нестор, Одисей, Ахил е причината за древните гърци баща на реториката да се приема самият Омир. С установяването на демокрацията и демократичните институции в Древна Гърция през 510 г. пр.н.е. – основна причина за развитието на публичното говорене – възниква необходимостта всички граждани да взимат участие в публичното пространство и в политическия процес. Законите на Солон от V век пр.н.е., с които всеки свободен гражданин се задължава да отстоява публично изказванията си, да е способен да убеждава в правотата си (напр. да се явява самостоятелно в съда). По този начин си стимулира развитието на политическото и съдебното красноречие. Така се появяват и трите групи витии: политически витии, логографи и синегори. Логографите са професионални писачи на речи за древногръцките съдилища, а синегорите са били близки на явяващия се в съда, които можели да произнасят защитни или обвинителни речи вместо него. Това се отнасяло до случаите, в които някой нямал достатъчно познания за да се защитава сам. Древните ретори, освен умения в красноречието познавали добре и гръцките (а по-късно и в Рим – римските) закони.
Най-сериозно влияние обаче имали политическите витии, които определяли държавната политика и решавали съдбините на полиса чрез своето слово в събранията.

### Софисти
Систематично започва да се мисли върху реториката най-напред в Древна Гърция, може би първото осмисляне върху силата на езика можем да припишем на Емпедокъл, първото пособие – на Коракс и ученикът му Тизий. Към 5 век пр. Хр. странстващи учители наречени софисти започнали да разпространяват реториката, като срещу преподаването на своите умения те взимали определена такса. Най-известни от софистите са Протагор, Горгий, Исократ.
В своите произведения Горгий и Федър Платон разглежда принципите на реториката като критикува и осмива софистите заради това, че наблягат върху убеждението, а не върху самата истина. Аристотел от своя страна, като ученик на Платон се опитва да изведе реториката от дебрите на чистата манипулация, като определя за нейна основна цел откриването на аргумента, като инструмент на истината.
Софистите обособяват 4-компонентната реч:
1. Увод
2. Изложение
3. Разработка
4. Заключение

### Древен Рим
В Древен Рим реториката доминирала в обучението на елита и била изключително важна за конскруирането на социалната и родова идентичност, като формирала значително и развитието на римската литература.  Още и като част от политическите дебати, за римляните красноречието става дотолкова важна част от публичния живот и те ценели дотолкова гръцките витии, че ги скланяли да се присъединяват към техните школи. Реториката е била част от „хуманитарните науки“ („humanitas“ на латински), които насърчавали и поощрявали размисъла и разсъждаването върху човека, писането и говоренето. Така римската реторика става в голяма степен базирана на гръцки основи, макар за разлика от гръцката да предпочита практическия подход пред теориите, хипотезите и спекулациите. Витият Цицерон и учителят Квинтилиан са били тези римски авторитети, които остават най-важни за история на реториката.

### Средновековие и Ренесанс
Реториката през Средновековието и по-късно Ренесанса е свързана основно с изследвания на стила и понякога дори е смятана за начало на стилистиката. Тези разглеждания на стила са базирани на класическата реторика, и се борави с класификации като: атически, азиатски и родейски стил .

### Съвременност
През ХIХ и в началото на ХХ век интересът към реториката е слаб, но за френските структуралисти, след средата на века, тя става методологически важна. Ролан Барт води семинар, текст от който, Старата Реторика, бележи повратен момент. През 70те г, в Белгия "Група мю" издава Обща Реторика, книга която по-късно се счита за ключова в хуманитарните науки.

## Изтъкнати витии

### Атически витии
Десетимата атически витии (Антифон, Андосид, Лизий, Исократ, Изеус, Есхин, Ликург, Демостен, Хиперид, Динарг) са били смятани за най-великите витии и логографи в класическата епоха (5 век пр.н.е. – 4 век). Те са били включени в Александрийския Канон съставен от Аристофан от Византия и Аристарх от Самотраки. Тяхната работа е вдъхновила по-късно реторическото движение на атицизма.

### Римски витии
За най-велики класически римски витии са смятани Катон Стари, Марк Антоний, Цицерон.

### Съвременни витии
- Джон Ф. Кенеди произнася встъпителното си обръщение[6]
- Мартин Лутър Кинг и неговата реч „Имам една мечта“
- Глория Стейнем (феминистка реторика) става говорител на Women's Liberation Movement през късните 1960 и 1970
- Маргарет Тачър е известна със своите силни речи, в периода от 1945 до 1990 г. тя произнася 8000 речи.
- Речите на Барак Обама са чест обект на обсъждане.

## Видове речи
Основни видове:
- съдебна реч
- съвещателна реч (на английски: deliberative)
- тържествена реч (на английски: demonstrative)

Тези три типа речи са определени от Квинтилиан в Трета книга от Institucio oratoria ; при Аристотел се срещат същите три типа реч: symbouleutión – съвещателна, dikanikón – съдебна, epideiktikón – епидеиктична / тържествена, като тези три вида са налични в Анаксименовата Rhetorica ad Alexandrum, която предхожда аристотеловата Rhetorica .
Анаксимен не прави разграничението на типовете речи на базата на ролята на слушателя и неговата презентация е линеарна  (докато напр. при Венче Попова съдебната реч е нисък стил, похвалната – среден, а политическата – висок ), Анаксимен обаче посочва седем подтипа, освен трите основни:
- убеждаваща;
- разубеждаваща;
- похвална;
- осъждаща;
- обвинителна;
- отбранителна;
- разследваща.

Следното разграничение между видовете аудитория прави Квинтилиан:
- такава, която слуша за удоволствие;
- такава, която търси съвет;
- такава, която дава решение и се произнася по казуси.

Тези типове аудитории се отнасят към трите вида реч – похвална, съвещателна и съдебна. Според Квинтилиан основното разграничение в аудиторията е дали тя може да взима решения или не, а съответно спрямо първия вид – такива, които могат да решават за бъдещето и такива, които могат да решават за миналото.  По-нататък Квинтилиан прави обща топология на реторическите дискурси, като ги разграничава на съдебни и извънсъдебни, като според него извънсъдебните биват такива, които се отнасят до миналото или похвални, и такива, които се отнасят до бъдещето или съвещателни / политически.
Все пак Квинтилиан казва:
„Няма да намерите реч, в която да не възхваляваме или обвиняваме, съветваме или разубеждаваме, даваме или отказваме възложение“ , с което посочва, че разграничението е на теоретично равнище, докато конкретният дискурс съдържа различни от типовете и подтиповете речи.

## Видове реторика
- Правна реторика – занимава се с аргументацията на правния процес, съдебните речи и т.н.
- Политическа реторика – занимава се с политическата реч, дебат и т.н.
- Реторика на медиите и рекламата – занимава се с методите на убеждение в рекламата
- Религиозна реторика [14]. Сакрална реторика [15]. Омилетика – Християнска реторика. Реч водена от църковни служители за убеждаване на диваци в християнството.
- Литературна реторика – занимава се с въпросите на литературната форма и език
- Педагогическа реторика – е наука за законите, закономерностите, принципите, методите, правилата, средствата, идеите чрез които може да се получи резонанс в мислите, чувствата, съжденията, умозаключенията между устното слово на учителя (преподавателя) и неговите възпитаници (в класната стая, в кабинета, лабораторията, аудиторията). Както е известно, резонансът може да бъде както положителен (съгласие, съпричастност, възхищение), така и отрицателен (несъгласие, възражение, противопоставяне). Така или иначе, словото е породило мисли, чувства, оценки, отношения т.е. подпомогнало е процеса на формиране и развитие на личността. 	Целта на педагогическата реторика най-общо се заключава в изследване на спецификата на реторичния процес при условията на обучението и възпитанието на подрастващите с оглед стандартната професионално-педагогическа компетентност на учителите (преподавателите) да се обогати със съответната специална реторическа култура.

## Логос, патос и етос
Аргументът е първо убеждаващ аудиторията чрез логиката (λόγος, logos, „разум“), но и аудиторията трябва да бъде спечелена чрез емоционална връзка с нея (πάθος, pathos), етосът от своя страна има отношение към качествата, достойнствата на самия оратор, до неговия имидж. Според Цицерон реториката „трябва да докаже истинността на това, което е казано, да спечели благоразположението на слушателите и да подтикне емоции в тях по отношение на казаното“ , тоест това са логосът и патосът.
Етосът (ἔθος, ethos) се отнася до самия оратор, до доказателството, базиращо се на неговата личност.

## Систематика
Задължението или методът на реториката се осъществява като изпълнение на предписанията, указани в нейните пет части: намиране (inventio), разполагане (dispositio), стилистика (eloqutio), памет (memoria), представяне (pronunctiatio). Според Цицерон най-важна част е inventio. Петте части са наричани още пет канона в класическата реторика и те могат да бъдат обяснение накратко така: inventio – създаване, изобретяване на аргументите за убеждание; dispositio – подредба (на аргументацията, на изложението); elocutio – красноречие, а също и украсяването на речта (стил, стилистика), тук се отнасят фигурите на речта (фигури отнасящи се до конкретни думи) – епитети, сравнения, метафори, и фигурите на мисълта (фигури отнасящи се до концепции) – метафора, синекдоха и прочее, три вида стил – attenuata или subtile, обикновен стил, просто изложение, mediocris или robusta, среден стил, емоционално вълнуващо изложение, florida или gravis, висок стил, силно емоционално вълнуващо изложение – смята се, че днес риториката обхваща високия и среден стил; memoria – запаметяване (не всички типове речи биват запаметявани, при речите без подготовка значение има импровизацията); pronuntiatio – произнасяне, държане на реч (конкретно pronuntiatio се отнася до гласа, интонацията, дикцията, а actio – до придружаваща жестикулация, мимики, стойка ).

## Аргументация
Основни методи на аргументацията са:
- Дедукция, употребата на силогизми и реторически силогизми (ентимема)
- Индукцията и генерализацията

## Критика
Реториката често е критикувана от древността до днес, особено по отношение на софистиката. Критики към софистите има още у Аристофан, Облаци (сатира) и някои от диалозите на Платон. В съвременността упреците идват по аналогия на реториката с демагогията, празнословието/словоблудството, както и историческите аналогии и опасения, свързани напр. с реториката на фашизма (Kenneth Burke, „The Rhetoric of Hitler's 'Battle“).
- Янка Тоцева, Реторика, ШУ „Епископ К. Преславски“, Шумен, 2006

## Свързани теми
- Дискурсивен анализ
- Диалог
- Граматика
- Критическа теория
- Лингвистика
- Литературна теория
- Теория на комуникацията